# Barbacoll galtagrís
El barbacoll galtagrís (Nonnula frontalis) és una espècie d'ocell de la família dels bucònids (Bucconidae) que habita formacions boscoses de Panamà i nord-oest de Colòmbia.